# Dudek (Maschine)

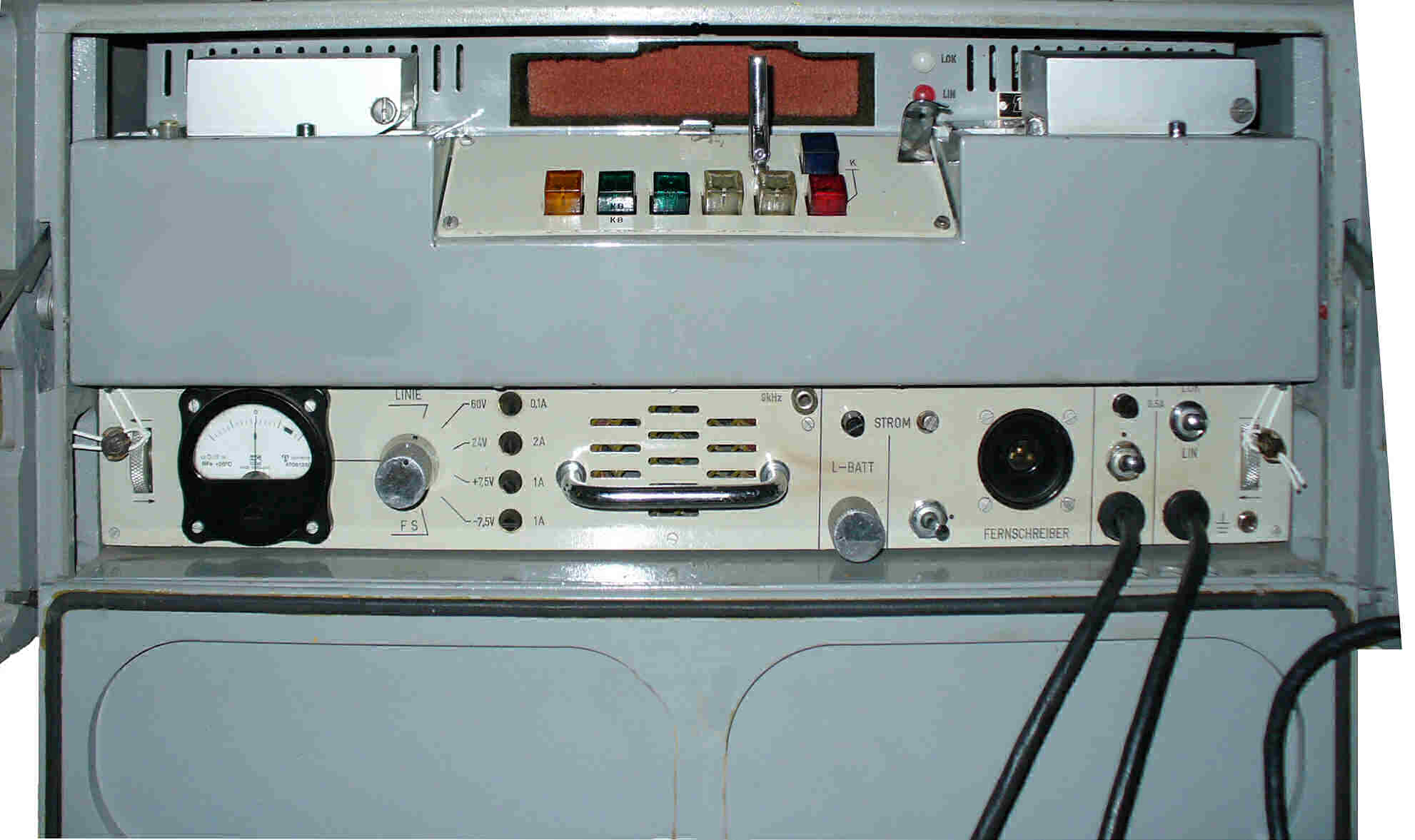
In der DDR wurde das polnische Chiffriergerät unter der Bezeichnung T‑353 genutzt.

Dudek (Eigenschreibweise: DUDEK), genauer TgS‑1 Dudek, TgS‑1M Dudek und TgS‑3 Dudek, war in der zweiten Hälfte des 20. Jahrhunderts eine Familie von polnischen Chiffriermaschinen, die auf dem kryptographisch sicheren Einmalschlüssel-Verfahren (englisch One Time Pad, kurz: OTP) basierte.
Vom Ministerium für Staatssicherheit der DDR (Stasi) wurden die Geräte als T‑352 (TgS‑1) beziehungsweise T‑353 (TgS‑1M) bezeichnet.

## Name
Dudek ist ein Akronym von polnisch Dalekopisowe Urzadzenie Do Elektronicznego Kodowania (deutsch „Fernschreibgerät zur elektronischen Codierung“). Zugleich ist Dudek ein gebräuchlicher Familienname slawischen Ursprungs sowie der polnische Name für eine Vogelart, nämlich den Wiedehopf.

## Geschichte
Die Familie der Dudek-Verschlüsselungsgeräte wurde nach dem Zweiten Weltkrieg im „Büro A“ (polnisch Biuro A) des polnischen Innenministeriums entwickelt. Hergestellt wurden sie ab der 1960er-Jahre von der Firma Teletra (Wielkopolskie Zakłady Teletechniczne Teletra), einem staatlichen Unternehmen mit Sitz in Posen. Es gab zunächst zwei Varianten von Dudek, das TgS‑1 für den stationären Einsatz und das TgS‑1M als transportable Version mit geringerem Strombedarf. Beide Modelle dienten in Polen bis gegen Ende der 1990er-Jahre, also bereits der Zeit der Dritten Polnischen Republik, als zuverlässige Schlüsselmittel.
Die polnischen Kryptologen hatten offenbar den „Stand der Technik“ der 1950er-Jahre für Fernschreiber und Fernschreibverschlüsselung sorgfältig analysiert und dabei vermutlich diverse Geräte betrachtet, womöglich auch das Mischgerät (Mi‑544) der Firma C. Lorenz. Sicher hielten auch sie das OTP-Verfahren für eine exzellente Lösung in puncto kryptographische Sicherheit.
Dudek wurde nicht nur von polnischen Stellen verwendet, sondern auch von verbündeten Staaten des Warschauer Pakts, unter anderem von der Tschechoslowakei, der Volksrepublik Ungarn und der DDR.
In den frühen 1980er-Jahren wurde die Familie durch das Modell TgS‑3 ergänzt. Dieses nutzte die damals relativ neue TTL-Schaltungstechnik.

## Funktionsweise
Wie bei Fernschreibern üblich, wurden die zu übermittelnden Zeichen des Klartextes zuerst in den Baudot-Code gewandelt. Als Ergebnis dieser Wandlung lagen die Daten als Folge von 5‑Bit-Datenworten vor. Im Dudek wurde nun jedes 5‑Bit-Wort des Klartextes vor dem Versenden bitweise mit einem weiteren 5‑Bit-Wort über die XOR-Operation mithilfe des eingebauten Mischers kombiniert. Der zweite Bitstrom lag auf einem vorher hergestellten Lochstreifen vor, der entsprechend dem OTP‑Prinzip mit zufälligen Bitmustern versehen war. Dudek verfügte über zwei integrierte Lochstreifenleser, einen für den Klartext und den anderen für den Schlüsseltext.
Der befugte Empfänger war im Besitz eines identisch gestanzten Schlüsselstreifens. Damit führte er auf seiner Seite nach dem Empfang der Zeichenfolge mithilfe seiner Dudek-Maschine die gleiche XOR-Operation durch und erhielt dadurch wieder jedes ursprüngliche 5‑Bit-Klartextzeichen zurück.

## Exponate
Ein Exemplar des Dudek-Chiffriergerätes, ein originales TgS‑1M, ist im Chiffrenzentrum Enigma in Posen ausgestellt.